# Khenchela (província)
Khenchela é uma província da Argélia. Localiza-se a nordeste do país, com 21 comunas e mais de 386.683 habitantes (Censo 2008).
No tempo da colonização romana a capital desta província se chamava Mascula, hoje se chama Khenchela. A cidade está a 1200 m de altitude, e aí se encontram tapetes artesanais.
A região tem vocação agrícola, além de florestas de cedro e pinho, além de várias outras espécies da fauna e flora, o que atrai o interesse de pesquisadores científicos.